# Антоніо Мілошоський
Антоніо Мілошоский (мак. Антоніо Мілошоскі; нар. 29 січня 1976 в Тетово) — македонський дипломат, міністр закордонних справ з 2006 по 2011 рр.

## Біографія
Закінчив юридичний факультет Університету Святих Кирила і Мефодія в Скоп'є (1994–1999). У 2001–2002 роках навчався в Центрі досліджень європейської інтеграції при Боннському університеті.
Володіє англійською, німецькою, сербською і хорватською мовами.
З 26 серпня 2006 до 28 липня 2011 працював міністром закордонних справ Республіки Македонії.